# Villapourçon
Villapourçon és un municipi francès, situat al departament del Nièvre i a la regió de Borgonya - Franc Comtat. L'any 2007 tenia 449 habitants.

## Demografia

### Població
El 2007 la població de fet de Villapourçon era de 449 persones. Hi havia 224 famílies, de les quals 94 eren unipersonals (47 homes vivint sols i 47 dones vivint soles), 79 parelles sense fills, 31 parelles amb fills i 20 famílies monoparentals amb fills.
La població ha evolucionat segons el següent gràfic:
Habitants censats

### Habitatges
El 2007 hi havia 595 habitatges, 232 eren l'habitatge principal de la família, 333 eren segones residències i 31 estaven desocupats. 587 eren cases i 5 eren apartaments. Dels 232 habitatges principals, 196 estaven ocupats pels seus propietaris, 27 estaven llogats i ocupats pels llogaters i 10 estaven cedits a títol gratuït; 4 tenien una cambra, 44 en tenien dues, 61 en tenien tres, 52 en tenien quatre i 71 en tenien cinc o més. 135 habitatges disposaven pel capbaix d'una plaça de pàrquing. A 144 habitatges hi havia un automòbil i a 55 n'hi havia dos o més.

### Piràmide de població
La piràmide de població per edats i sexe el 2009 era:
| Homes | Edats   | Dones |
| ----- | ------- | ----- |
| 0     | 95 o +  | 0     |
| 0     | 90 a 94 | 4     |
| 12    | 85 a 89 | 16    |
| 4     | 80 a 84 | 20    |
| 20    | 75 a 79 | 16    |
| 20    | 70 a 74 | 24    |
| 40    | 65 a 69 | 4     |
| 20    | 60 a 64 | 20    |
| 32    | 55 a 59 | 16    |
| 32    | 50 a 54 | 24    |
| 16    | 45 a 49 | 8     |
| 16    | 40 a 44 | 24    |
| 8     | 35 a 39 | 16    |
| 20    | 30 a 34 | 8     |
| 12    | 25 a 29 | 0     |
| 4     | 20 a 24 | 0     |
| 8     | 15 a 19 | 4     |
| 16    | 10 a 14 | 16    |
| 12    | 5 a 9   | 12    |
| 8     | 0 a 4   | 8     |

## Economia
El 2007 la població en edat de treballar era de 242 persones, 137 eren actives i 105 eren inactives. De les 137 persones actives 122 estaven ocupades (71 homes i 51 dones) i 15 estaven aturades (7 homes i 8 dones). De les 105 persones inactives 53 estaven jubilades, 18 estaven estudiant i 34 estaven classificades com a «altres inactius».

### Ingressos
El 2009 a Villapourçon hi havia 227 unitats fiscals que integraven 429,5 persones, la mediana anual d'ingressos fiscals per persona era de 13.116 €.

### Activitats econòmiques
Dels 13 establiments que hi havia el 2007, 3 eren d'empreses de fabricació d'altres productes industrials, 3 d'empreses de construcció, 2 d'empreses de comerç i reparació d'automòbils, 1 d'una empresa de transport, 1 d'una empresa d'hostatgeria i restauració, 1 d'una empresa immobiliària, 1 d'una empresa de serveis i 1 d'una empresa classificada com a «altres activitats de serveis».
Dels 4 establiments de servei als particulars que hi havia el 2009, 2 eren paletes, 1 lampisteria i 1 perruqueria.
L'únic establiment comercial que hi havia el 2009 era una botiga de menys de 120 m².
L'any 2000 a Villapourçon hi havia 41 explotacions agrícoles que ocupaven un total de 2.240 hectàrees.

## Equipaments sanitaris i escolars
El 2009 hi havia una escola elemental integrada dins d'un grup escolar amb les comunes properes formant una escola dispersa.

## Poblacions més properes
El següent diagrama mostra les poblacions més properes.